# Saylers Creek
Der Saylers Creek (auch bekannt als Sailors Creek oder Sayler’s Creek) ist ein 14,7 Kilometer langes Fließgewässer mit historischer Bedeutung im Prince Edward County im Zentrum des US-Bundesstaates Virginia.

## Verlauf
Der Bach entspringt 2,1 Kilometer nordwestlich von Moran in einem Waldgebiet am Ende des Lee Drive, einer Seitenstraße der County Road 616. Er fließt von hier in nördliche Richtung. Nach etwa fünf Kilometern unterquert der Fluss die Virginia State Route 307. Ab hier bildet er 500 Meter flussabwärts einen kleinen See in einem Moorgebiet. Anschließend durchfließt er das Gebiet, auf dem die historischen Gefechte am Sailor’s Creek während des Sezessionskrieges 1865 stattfanden. Hier befindet sich heute der Sailor’s Creek Battlefield State Park. Der Saylers Creek wendet sich von dort in nordwestliche Richtung.
Kurz vor seiner Einmündung in den Appomattox River, 3,1 Kilometer östlich von Stoddert, stößt der Little Saylers Creek als linker Nebenfluss hinzu.

### Countys
Der Saylers Creek durchfließt folgende Countys (Reihenfolge Quelle zur Mündung):
- Amelia County
- Nottoway County
- Prince Edward County